# Вееропалый геккон Хассельквиста
Вееропалый геккон Хассельквиста (лат. Ptyodactylus hasselquistii) — вид ящериц из семейства Phyllodactylidae. Вид назван в честь шведского натуралиста Фредрика Хассельквиста (1722—1752), одного из апостолов Линнея.

## Описание
Общая длина тела составляет 12—15 см.
Эти гекконы имеют тонкие лапы, гладкие у основания пальцев. Каждый из пальцев заканчивается сильно расширенной присоской-пластинкой с веерообразными пальцами и щёточками. Способность таких пластинок удерживать на месте тело животного чрезвычайно высока. Замечено, что после длительного прыжка животное, будто приклеенное, остаётся там, куда оно попало, будь то потолок комнаты, оконное стекло или полированная дверца шкафа.
Самки немного меньше самцов. Последние имеют передние анальные поры, которые отсутствуют у самок.

## Распространение
Живёт в Марокко, Алжире, Тунисе, Ливии, Египте, Израиле, Ираке.

## Образ жизни
Эти ящерицы любят сухие места с относительно высокими температурами в диапазоне от 30 до 34 °C. Одновременно эти гекконы очень устойчивы к холоду, выходят иногда в снег. Активен ночью. Питается насекомыми и мелкими членистоногими. Это хороший скалолаз. Прячется среди камней и в расщелинах.
В случае опасности геккон высоко поднимается на вытянутых лапах, выгибает спину, опускает голову и, повернувшись навстречу врагу, пытается быстро укусить, сопровождая всё это коротким писком. Вместе с тем он глубоко втягивает глаза, сильно сморщивая при этом кожу на голове.
Спаривание начинается с приходом весны, после периода спячки гекконов. Самки откладывают 2 яйца, делают 4—5 кладок с конца весны. Через 2—4 недели появляются молодые гекконы .